# Kaschubische Küste
Die Pobrzeże Kaszubskie ist eine geomorphologische Mesoregion in Polen, die Teil der Pobrzeże Gdańskie ist.

## Lage
Die Pobrzeże Kaszubskie liegt an der polnischen Ostseeküste im Westen der Danziger Bucht in der Woiwodschaft Pommern zwischen der Halbinsel Hel bei Władysławowo im Nordwesten und Sopot im Südosten. Der Küstenabschnitt ist etwa 40 Kilometer lang und bildet teilweise eine Steilküste mit Kliffs bei Gdynia.

## Geologie
Das Landschaftsbild wurde in der Weichsel-Kaltzeit gestaltet. Neben den Gletschern, die Sedimente und Moränen zurückgelassen haben, gestaltet auch die Strömung der Ostsee den Küstenabschnitt, in dem sie den Sand transportiert und durch die Abtragung Steilküsten und bildet. Strandseen und Wanderdünen treten im Gegensatz zur Pommerschen Bucht hier nicht auf. Die Landschaft ist von bis zu ca. 50 Meter hohen Moränen geprägt.
Zu den Flüssen gehört die Reda.

## Nachweise
- Jerzy Kondracki: Geografia regionalna Polski. Warszawa: Wyd. Naukowe PWN, 2001 ISBN 83-01-13050-4